# Олиевка (Житомирская область)
Оли́евка (укр. Оліївка) — село на Украине, основано в 1866 году, находится в Житомирском районе Житомирской области.
Код КОАТУУ — 1822085601. Население по переписи 2001 года составляет 665 человек. Почтовый индекс — 12402. Телефонный код — 412. Занимает площадь 1,847 км².

## Адрес местного совета
12402, Житомирская область, Житомирский р-н, с. Олиевка, ул. Леонида Ступницкого, 68